# Indovia decorata
Indovia decorata är en stekelart som beskrevs av André Seyrig 1952. Indovia decorata ingår i släktet Indovia och familjen brokparasitsteklar. Inga underarter finns listade i Catalogue of Life.